# Wulfrun
Wulfrun ou Wulfruna est une noble anglaise du Xe siècle. Elle a donné son nom à la ville de Wolverhampton, dans les Midlands de l'Ouest.

## Biographie
En 985, le roi Æthelred le Malavisé fait don par charte à Wulfrun de dix hides dans le Staffordshire, dont un terrain de neuf hides situé à Heantune. Dix ans plus tard, en 994, une charte de l'archevêque Sigéric de Cantorbéry se présente comme une confirmation d'une donation effectuée par Wulfrun à un monastère situé à Heantune, où elle aurait par ailleurs fondé une église. Les historiens modernes considèrent que cette charte est douteuse, mais qu'elle préserve des informations authentiques. Le lien entre Wulfrun et Wolverhampton est confirmé par l'étymologie du nom de la ville : il provient du vieil anglais Heantune, qui désigne une ferme située en altitude, auquel est préfixé le nom Wulfrun. Le nom est attesté dès la fin du XIe siècle sous la forme Wolvrenehamptonia.
La Chronique anglo-saxonne rapporte qu'en 940, le roi viking Olaf Gothfrithson s'empare de Tamworth et fait prisonnière une dénommée Wulfrun. Elle est couramment identifiée à la fondatrice de Wolverhampton.
Le noble Wulfric Spot se décrit dans son testament, établi entre 1002 et 1004, comme le fils de Wulfrun. Ce document permet d'identifier deux autres de ses enfants : un fils, Ælfhelm, qui occupe la charge d'ealdorman de Northumbrie au tournant du XIe siècle, et une fille, Ælfthryth.

## Arbre généalogique
- Wulfrun
  - Wulfric Spot (mort entre 1002 et 1004)
    - une fille

  - Ælfhelm (mort en 1006), ealdorman de Northumbrie
    - Wulfheah (aveuglé en 1006)
    - Ufegeat (aveuglé en 1006)
    - Ælfgifu (morte après 1036), épouse du roi Knut le Grand
      - Harold Pied-de-Lièvre (mort en 1040), roi d'Angleterre
      - Sven Knutsson (mort en 1036), roi de Norvège

  - Ælfthryth
    - Ealdgyth, épouse du thegn Morcar